# Vertrieu
Vertrieu est une commune française située dans le département de l'Isère, en région Auvergne-Rhône-Alpes.
Commune adhérente à la communauté de communes Les Balcons du Dauphiné et située dans la pointe nord du département de l'Isère, longée par le Rhône, ses habitants sont des Vertrolands.

## Géographie

### Situation et description
Vertrieu se situe au tournant du Rhône. La commune est à la frontière avec le département de l'Ain. Vertrieu est à l'extrémité de la pointe de l'Isle Crémieu. C'est la commune la plus au nord du département de l'Isère.
Cette petite commune de 680 habitants est positionnée à proximité des Grottes de La Balme-les-Grottes, bordée par le Rhône, entre les monts du Bugey et la montagne du Serverin.

### Climat
Pour des articles plus généraux, voir Climat d'Auvergne-Rhône-Alpes et Climat de l'Isère.
En 2010, le climat de la commune est de type climat des marges montargnardes, selon une étude du Centre national de la recherche scientifique s'appuyant sur une série de données couvrant la période 1971-2000. En 2020, Météo-France publie une typologie des climats de la France métropolitaine dans laquelle la commune est exposée à un climat de montagne ou de marges de montagne et est dans une zone de transition entre les régions climatiques « Bourgogne, vallée de la Saône » et « Jura ». 
Pour la période 1971-2000, la température annuelle moyenne est de 11,8 °C, avec une amplitude thermique annuelle de 18,3 °C. Le cumul annuel moyen de précipitations est de 1 212 mm, avec 10,9 jours de précipitations en janvier et 7,3 jours en juillet. Pour la période 1991-2020, la température moyenne annuelle observée sur la station météorologique de Météo-France la plus proche, « Bénonces », sur la commune de Bénonces à 10 km à vol d'oiseau, est de 8,2 °C et le cumul annuel moyen de précipitations est de 1 723,5 mm,. Pour l'avenir, les paramètres climatiques de la commune estimés pour 2050 selon différents scénarios d'émission de gaz à effet de serre sont consultables sur un site dédié publié par Météo-France en novembre 2022.

### Hydrographie
Le territoire communal est bordé par la rive gauche du Rhône dans sa partie septentrionale.

### Voies de communication
Le territoire communal est traversé par l'ancienne route nationale 75, déclassée en RD 1075 et qui permet de relier Bourg-en-Bresse à Sisteron par Voiron et Grenoble.

### Lieux-dits et écarts
Vertrieu est village qui s’étend du quartier du Ras Buisson, jusqu’au Terroud. Plus de deux kilomètres séparent ces deux quartiers.

## Urbanisme

### Typologie
Au 1er janvier 2024, Vertrieu est catégorisée petite ville, selon la nouvelle grille communale de densité à sept niveaux définie par l'Insee en 2022.
Elle est située hors unité urbaine. Par ailleurs la commune fait partie de l'aire d'attraction de Lyon, dont elle est une commune de la couronne,. Cette aire, qui regroupe 397 communes, est catégorisée dans les aires de 700 000 habitants ou plus (hors Paris),.

### Occupation des sols
L'occupation des sols de la commune, telle qu'elle ressort de la base de données européenne d’occupation biophysique des sols Corine Land Cover (CLC), est marquée par l'importance des territoires agricoles (34,2 % en 2018), une proportion sensiblement équivalente à celle de 1990 (34,6 %). La répartition détaillée en 2018 est la suivante : 
forêts (30,9 %), terres arables (25 %), eaux continentales (15,4 %), mines, décharges et chantiers (10,4 %), zones agricoles hétérogènes (9,3 %), zones urbanisées (9 %). L'évolution de l’occupation des sols de la commune et de ses infrastructures peut être observée sur les différentes représentations cartographiques du territoire : la carte de Cassini (XVIIIe siècle), la carte d'état-major (1820-1866) et les cartes ou photos aériennes de l'IGN pour la période actuelle (1950 à aujourd'hui).

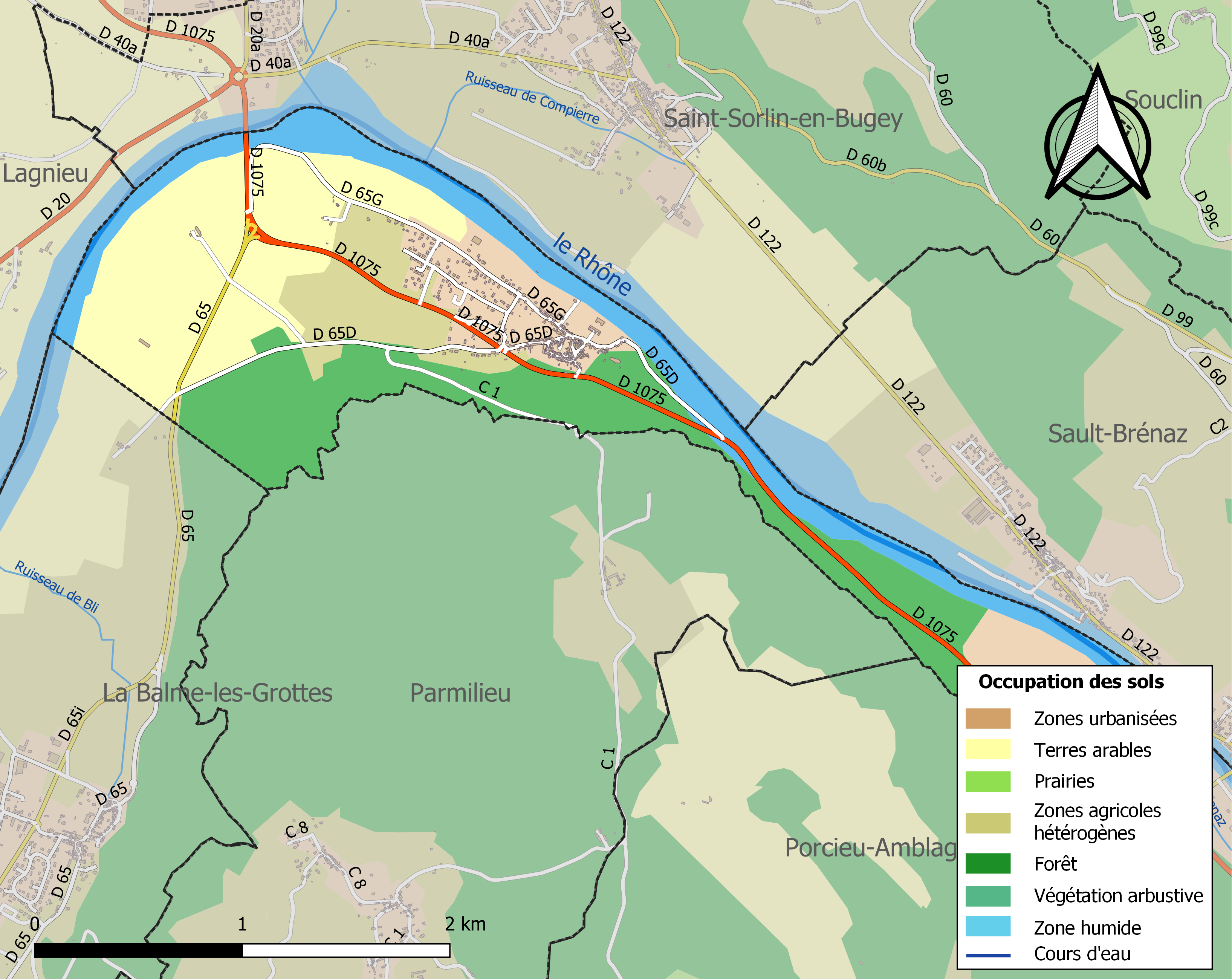
Carte des infrastructures et de l'occupation des sols de la commune en 2018 (CLC).

### Risques naturels et technologiques

#### Risques sismiques
L'ensemble du territoire de la commune de Vertrieu est situé en zone de sismicité n°3 (sur une échelle de 1 à 5), comme la plupart des communes de son secteur géographique.
| Type de zone | Niveau            | Définitions (bâtiment à risque normal) |
| ------------ | ----------------- | -------------------------------------- |
| Zone 3       | Sismicité modérée | accélération = 1,1 m/s2                |

## Toponymie
Le nom de la commune est sisu du latin Vertere signifiant tourner, là où justement le fleuve tourne pour prendre la direction du sud.

## Histoire

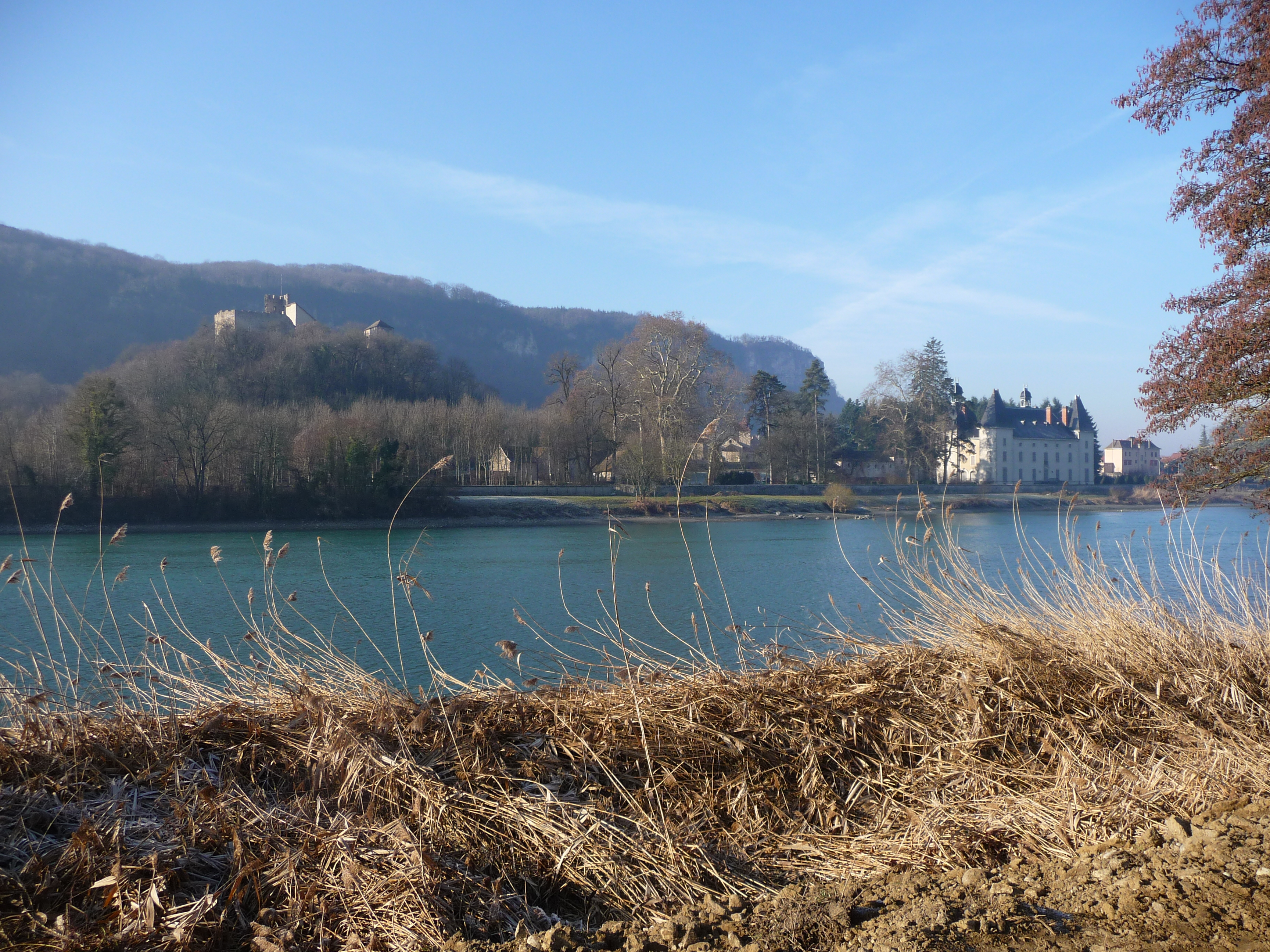
Châteaux vieux et neuf de Vertrieu et le Rhône.

L'histoire du village de Vertrieu est à sa proximité avec le Rhône.
Le château, ancienne maison forte, fût construit à l’époque d’Humbert de la Tour, Dauphin du Dauphiné, qui était en guerre contre la Savoie. Un nouveau château a été construit au milieu du XVIIe siècle par le seigneur de la Poype, seigneur de Vertrieu, descendant des La Balme, pour remplacer la maison forte qui dominait le fleuve. L'édifice est aujourd'hui abandonné et en ruines.
Le village se caractérise par ses habitations en pierre du pays, ornées par ses typiques balcons et montées d'escaliers.
Toujours lié au fleuve, le village de Vertrieu a connu jusqu'en 1940 une importante activité portuaire avec plus de quarante mariniers. En effet, la pierre de Villebois et de Montalieu-Vercieu était transportée  par voie fluviale, au port de Vertrieu pour être acheminée par la route, et servir à  la construction de nombreux édifices lyonnais.

## Politique et administration

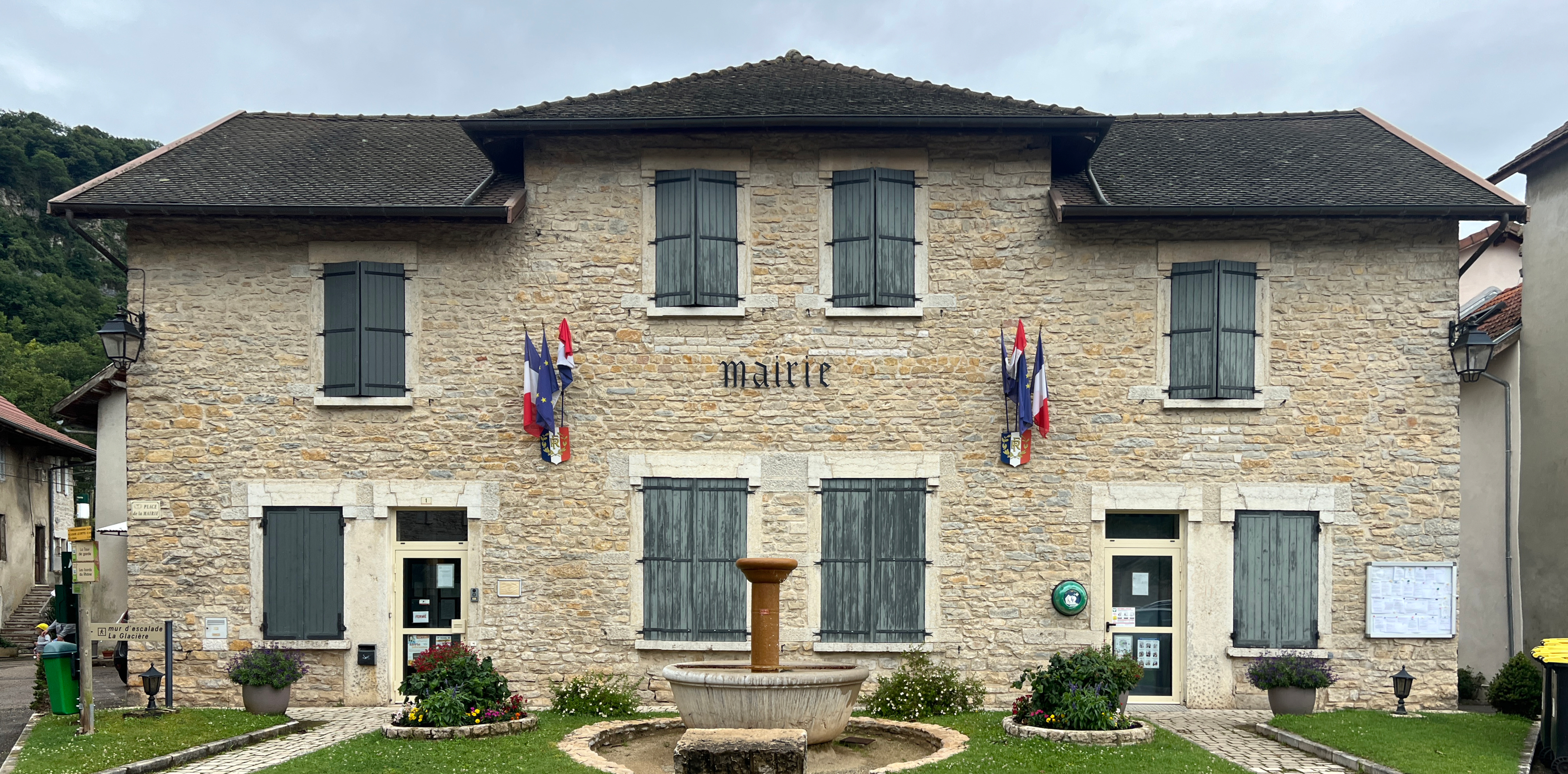
Mairie.

### Liste des maires
| Période                                  | Période  | Identité          | Étiquette | Qualité |
| ---------------------------------------- | -------- | ----------------- | --------- | ------- |
| avant 1988                               | 2001     | Charles Perraudin |           |         |
| mars 2001                                | En cours | Francis Spitzner  |           |         |
| Les données manquantes sont à compléter. |          |                   |           |         |

## Population et société

### Démographie
L'évolution du nombre d'habitants est connue à travers les recensements de la population effectués dans la commune depuis 1793. Pour les communes de moins de 10 000 habitants, une enquête de recensement portant sur toute la population est réalisée tous les cinq ans, les populations de référence des années intermédiaires étant quant à elles estimées par interpolation ou extrapolation. Pour la commune, le premier recensement exhaustif entrant dans le cadre du nouveau dispositif a été réalisé en 2008.

En 2022, la commune comptait 605 habitants, en évolution de −7,35 % par rapport à 2016 (Isère : +3,07 %, France hors Mayotte : +2,11 %).
| 1793 | 1800 | 1806 | 1821 | 1831 | 1836 | 1841 | 1846 | 1851 |
| ---- | ---- | ---- | ---- | ---- | ---- | ---- | ---- | ---- |
| 502  | 549  | 538  | 602  | 619  | 656  | 686  | 674  | 701  |

| 1856 | 1861 | 1866 | 1872 | 1876 | 1881 | 1886 | 1891 | 1896 |
| ---- | ---- | ---- | ---- | ---- | ---- | ---- | ---- | ---- |
| 732  | 745  | 704  | 628  | 575  | 553  | 543  | 541  | 547  |

| 1901 | 1906 | 1911 | 1921 | 1926 | 1931 | 1936 | 1946 | 1954 |
| ---- | ---- | ---- | ---- | ---- | ---- | ---- | ---- | ---- |
| 506  | 448  | 369  | 318  | 332  | 317  | 306  | 276  | 315  |

| 1962 | 1968 | 1975 | 1982 | 1990 | 1999 | 2006 | 2008 | 2013 |
| ---- | ---- | ---- | ---- | ---- | ---- | ---- | ---- | ---- |
| 271  | 263  | 284  | 344  | 396  | 469  | 613  | 654  | 661  |

| 2018 | 2022 | - | - | - | - | - | - | - |
| ---- | ---- | - | - | - | - | - | - | - |
| 625  | 605  | - | - | - | - | - | - | - |

### Enseignement
La commune est rattachée à l'académie de Grenoble.

### Manifestations culturelles et festivités
Tous les ans, le dernier samedi de juin, la commune de Vertrieu organise une journée du Patrimoine.

### Équipements sportifs
- Escalade[18].
- Football[19]. (Association Sportive Vertrieu)
- Boules lyonnaises[20]. (Amicale Boule Vertrolande)

### Médias
Historiquement, le quotidien à grand tirage Le Dauphiné libéré consacre, chaque jour, y compris le dimanche, dans son édition du Nord-Isère, un ou plusieurs articles à l'actualité du canton, de la communauté de communes, ainsi que des informations sur les éventuelles manifestations locales, les travaux routiers, et autres événements divers à caractère local.
La commune est située sur l'aire de diffusion de radio Ici Isère, une radio publique qui émet sur tout le territoire du département de l'Isère.

### Cultes

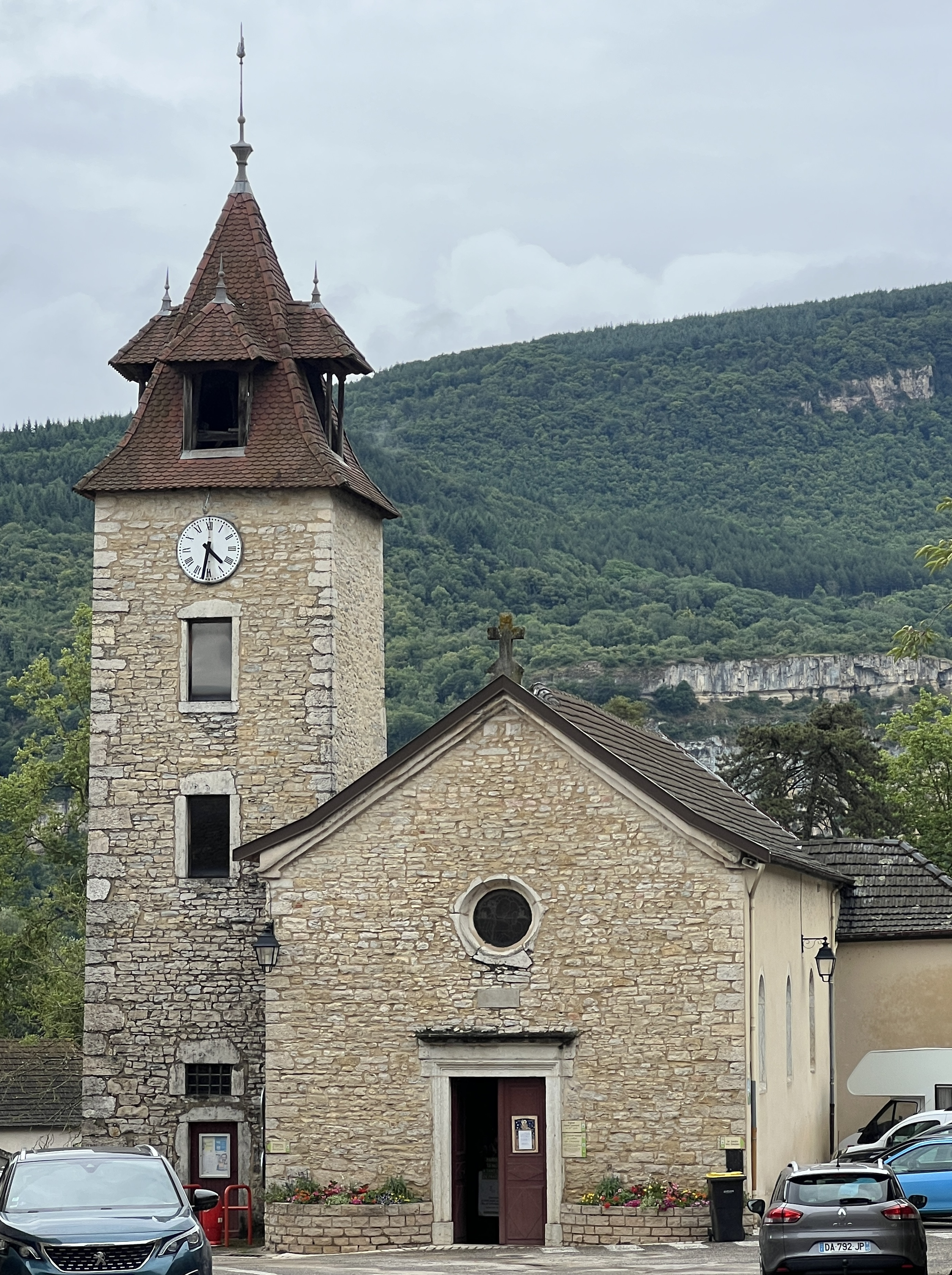
L'église

La communauté catholique de Vertrieu et l'église (propriété de la commune) dépendent de la paroisse « Saint-Pierre du Pays des Couleurs » qui regroupe vingt-sept églises de la région du nord-Isère.

## Culture locale et patrimoine

### Lieux et monuments
- Église Saint-Laurent de Vertrieu
- Vertrieu possède deux châteaux : 

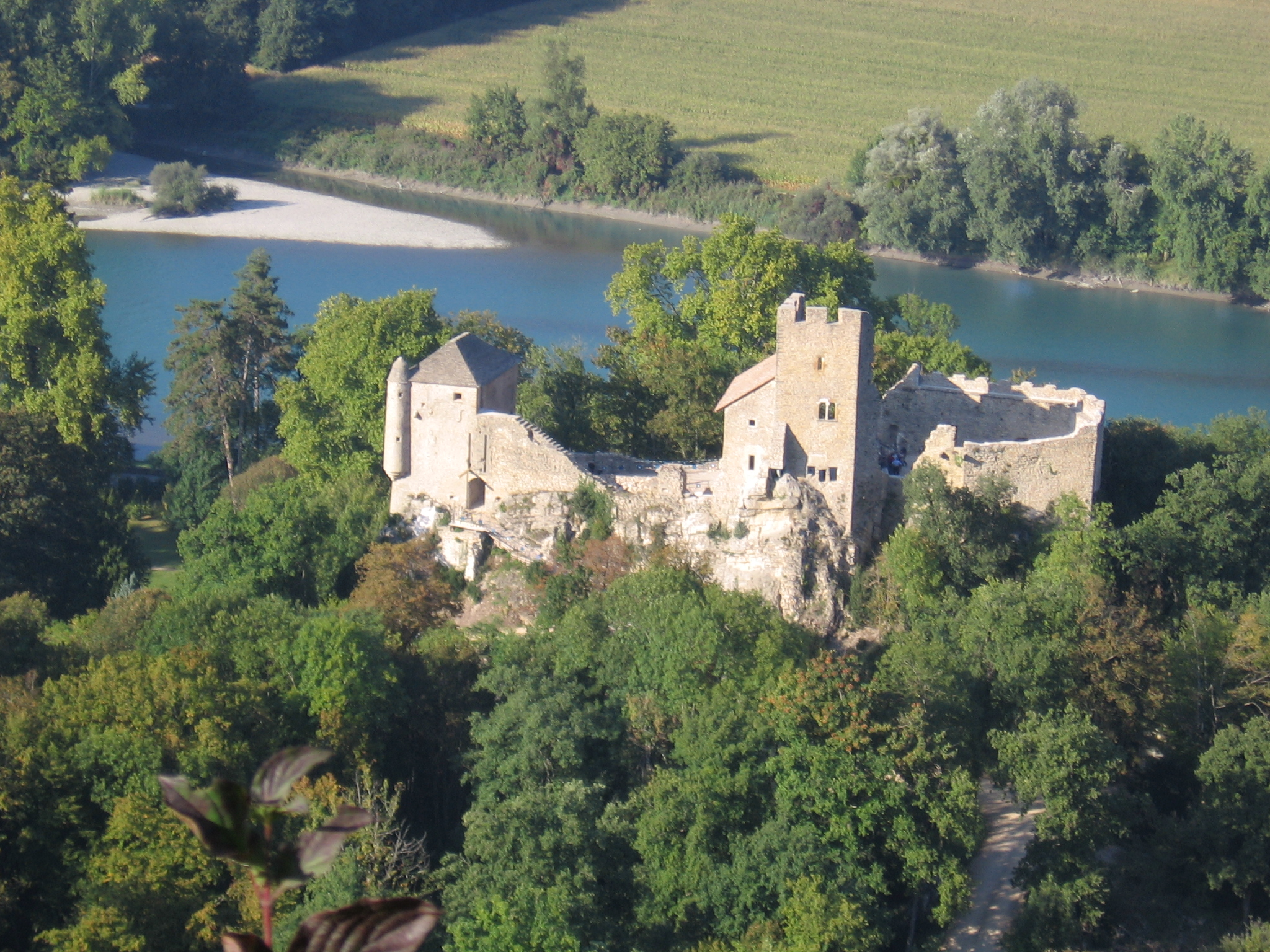
Le vieux château.

  - le « vieux château » est situé sur un à-pic rocheux était une maison forte avant de devenir un château.
  - le « château neuf » date du XVIIe siècle. Il correspond mieux aux critères d'un château de plaisance, situé au bord du Rhône. Le château neuf a fait l'objet d'une inscription au titre des monuments historiques par arrêté du 29 avril 1991. Ensuite il a été classé par arrêté du 27 septembre 1993[22],[23].

Dans la forêt de Serverin, on trouve une glacière, cachée au milieu du bois. Cette glacière a été restaurée récemment.
À noter également, le pont de Lagnieu, sur le Rhône, et une maison fortifiée datant probablement du XVe siècle et ayant servi de relais de poste.

### Héraldique
| Blason à dessiner | Blason  | De gueules à l'ancre abaissée d'or, au poisson chimérique à tête de lion du même contourné, la queue recourbée et brochant en chef sur la trabe de l'ancre. |
| Blason à dessiner | Détails | Le statut officiel du blason reste à déterminer. |